# Baía de Bótnia

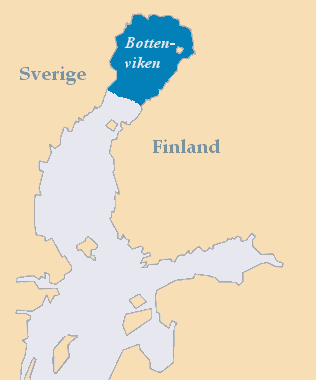
A baía de Bótnia (Bottenviken)

A baía de Bótnia (sueco: Bottenviken; finlandês: Perämeri), é a parte mais interior e mais a norte do golfo de Bótnia (sueco: Bottniska viken; finlandês: Pohjanlahti). Delimitada a sul pelo estreito em degrau de Kvarken do Norte, funciona como um grande reservatório de água doce, proveniente dos numerosos rios que aí desaguam. Os animais e plantas da baía são frequentemente típicos das águas doces, como é o caso de peixes como a perca e o lúcio.

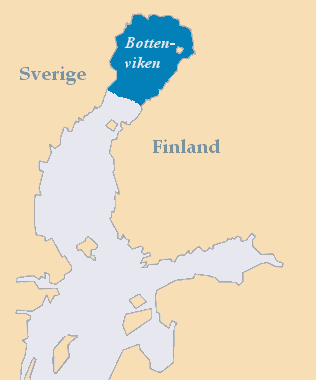
Baía de Bótnia (Bottenviken)
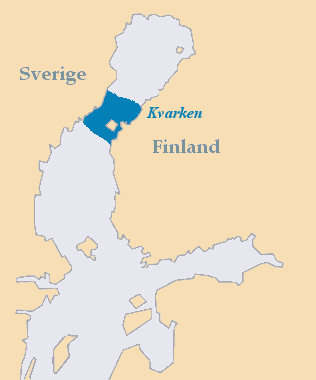
Kvarken do Norte (Norra Kvarken)
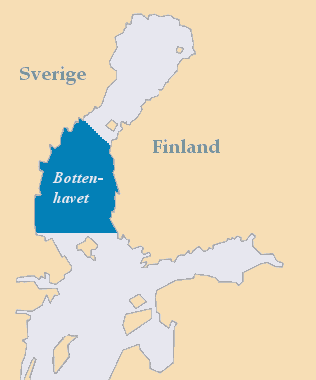
Mar de Bótnia (Bottenhavet)
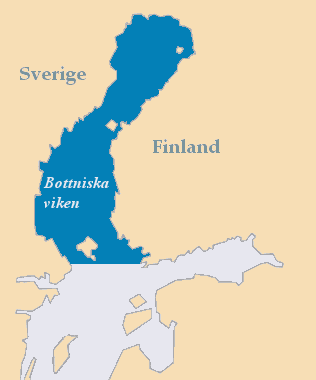
Golfo de Bótnia (Bottniska viken)

## Etimologia
Botten (antigamente grafado Botnen) deriva do sueco antigo botn, significando "baía/enseada/golfo".
Em português, Bottniska viken corresponde a Golfo de Bótnia, Bottenviken a Baía de Bótnia, e Bottenhavet a Mar de Bótnia.